# تومي شيمومورا
تومي شيمومورا (باليابانية: 下村 東美) (18 ديسمبر 1980 في سابورو في اليابان – )؛ هو لاعب كرة قدم ياباني سابق كان يلعب كلاعب وسط.

## وصلات خارجية
- تومي شيمومورا على موقع رابطة كرة القدم اليابانية للمحترفين (اليابانية)
- تومي شيمومورا على موقع قاعدة بيانات كرة القدم.إي يو (الإنجليزية)
- تومي شيمومورا على موقع Soccerway.com (الإنجليزية)
- تومي شيمومورا على موقع عالم كرة القدم.نت (الإنجليزية)
- تومي شيمومورا على موقع كووورة